# Venezuelas administrativa indelning

Venezuelas delstater

Venezuela är indelat i 23 delstater (estados), ett huvudstadsdistrikt (distrito capital) som utgör staden Caracas, samt Dependencias Federales som är en samlande benämning på ett antal mindre öar i Karibiska havet som tillhör Venezuela och styrs direkt av landets centrala myndigheter. Det finns även ett område i det östra grannlandet Guyana som kallas Guayana Esequiba, vilket Venezuela gör anspråk på. Venezuela är vidare indelat i 335 kommuner (municipios) som i sin tur delas in i 1 084 socknar (parroquias). 

## Delstater
| Flagga | Vapensköld | Delstat          | Huvudstad              | Folkmängd (2007) | Yta         | Region               | Läge |
| ------ | ---------- | ---------------- | ---------------------- | ---------------- | ----------- | -------------------- | ---- |
|        |            | Amazonas         | Puerto Ayacucho        | 142,200          | 180,145 km² | Guayana              |      |
|        |            | Anzoátegui       | Barcelona              | 1,477,900        | 43,300 km²  | Nor - Oriental       |      |
|        |            | Apure            | San Fernando de Apure  | 473,900          | 76,500 km²  | Llanos               |      |
|        |            | Aragua           | Maracay                | 1,665,200        | 7,014 km²   | Central              |      |
|        |            | Barinas          | Barinas                | 756,600          | 35,200 km²  | Andean               |      |
|        |            | Bolívar          | Ciudad Bolívar         | 1,534,800        | 238,000 km² | Guayana              |      |
|        |            | Carabobo         | Valencia               | 2,227,000        | 4,650 km²   | Central              |      |
|        |            | Cojedes          | San Carlos             | 300,300          | 14,800 km²  | Central              |      |
|        |            | Delta Amacuro    | Tucupita               | 152,700          | 40,200 km²  | Guayana              |      |
|        |            | Distrito Capital | Caracas                | 5,240,320        | 433 km²     | Capital              |      |
|        |            | Falcón           | Coro                   | 901,500          | 24,800 km²  | Central - Occidental |      |
|        |            | Guárico          | San Juan De Los Morros | 745,100          | 64,986 km²  | Llanos               |      |
|        |            | Lara             | Barquisimeto           | 1,795,100        | 19,800 km²  | Central - Occidental |      |
|        |            | Mérida           | Mérida                 | 843,800          | 11,300 km²  | Andean               |      |
|        |            | Miranda          | Los Teques             | 2,857,900        | 7,950 km²   | Capital              |      |
|        |            | Monagas          | Maturín                | 855,300          | 28,930 km²  | Nor - Oriental       |      |
|        |            | Nueva Esparta    | La Asunción            | 436,900          | 1,150 km²   | Insular              |      |
|        |            | Portuguesa       | Guanare                | 873,400          | 15,200 km²  | Central - Occidental |      |
|        |            | Sucre            | Cumaná                 | 916,600          | 11,800 km²  | Nor - Oriental       |      |
|        |            | Táchira          | San Cristóbal          | 1,177,300        | 11,100 km²  | South - Occidental   |      |
|        |            | Trujillo         | Trujillo               | 711,400          | 7,400 km²   | Andean               |      |
|        |            | La Guaira        | La Güaira              | 332,900          | 1,496 km²   | Capital              |      |
|        |            | Yaracuy          | San Felipe             | 597,700          | 7,100 km²   | Central - Occidental |      |
|        |            | Zulia            | Maracaibo              | 3,620,200        | 63,100 km²  | Zulian               |      |